# Adolf Repsold
Adolf Repsold (* 31. August 1806 in Hamburg; † 13. März 1871 ebenda) war Spritzenmeister und Konstrukteur optischer Instrumente in Hamburg.

## Leben

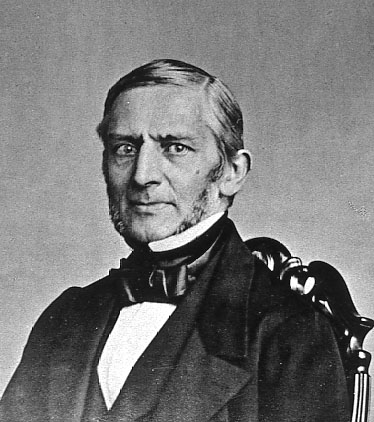
Adolf Repsold

Adolf Repsold war der Sohn von Johann Georg Repsold. Nach dem Tod seines Vaters bei einem Brandeinsatz am 14. Januar 1830 übernahm Adolf Repsold zusammen mit seinem Bruder Georg den Betrieb seines Vaters. Die Firma nannte sich nun A. & G. Repsold, später A. Repsold & Söhne. Mehr noch als der väterliche Betrieb verlegten sich die Brüder auf die Konstruktion und den Bau optischer, insbesondere astronomischer Instrumente. Da sein Bruder im eigenen Dachdeckereibetrieb eingebunden war, lag die Hauptlast bei Adolf Repsold.
Wie auch schon sein Vater, war Adolf Repsold Spritzenmeister in Hamburg, der eine Feuerwehrmannschaft im Falle eines Brandes zu organisieren hatte. Am 5. Mai 1842 brach der Hamburger Brand in der Deichstraße aus, der in den folgenden 4 Tagen einen Großteil der Hamburger Innenstadt zerstörte.
1856 wurde Adolf Repsold Oberspritzenmeister. Zwei Jahre darauf richtete er in seinem Haus das Central Bureau des Löschwesens ein. 1858 wurde sein Sohn Johann Adolf Teilhaber der Firma.
1867 schied Adolf Repsold aus der Firma aus, während gleichzeitig sein dritter Sohn Oscar aufgenommen wurde.

## Arbeiten

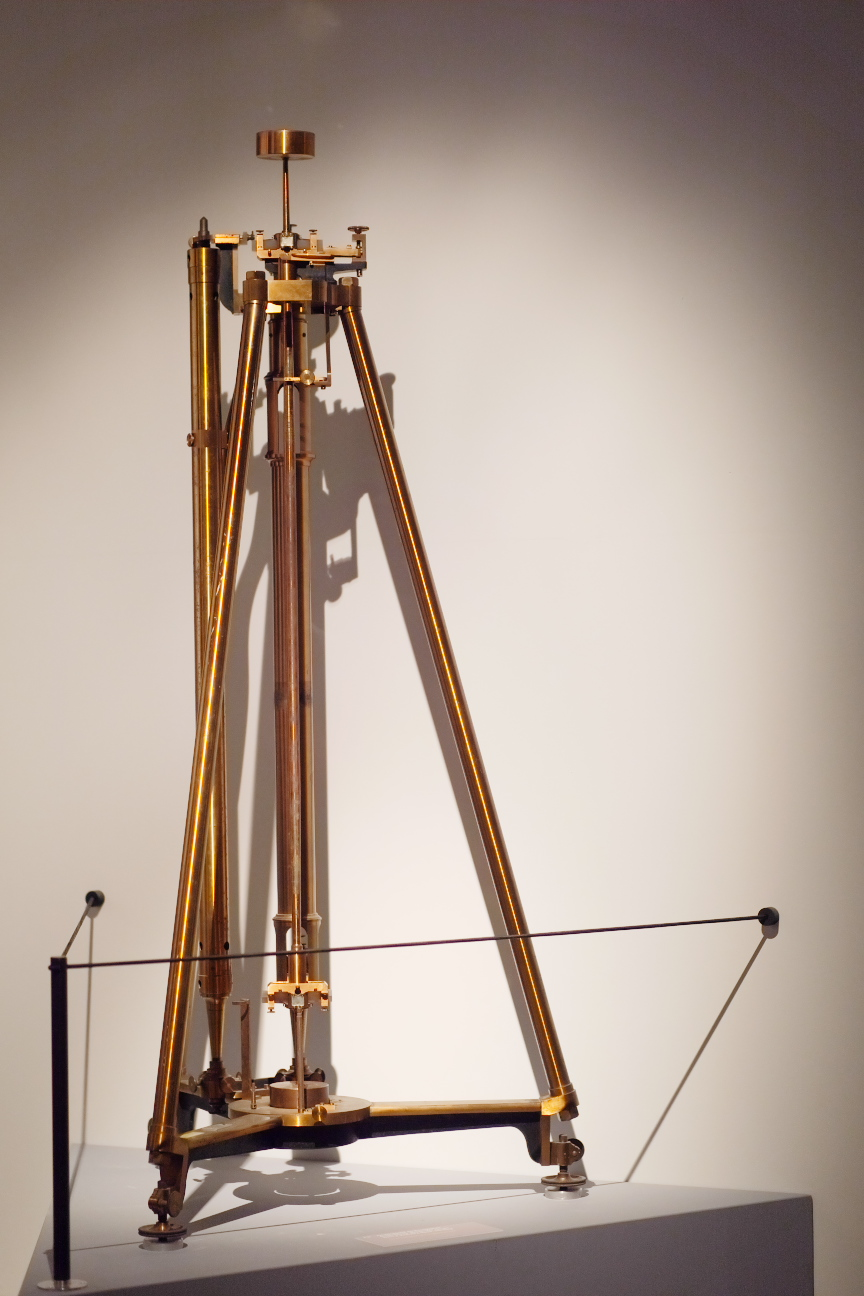
Pendelapparat mit Sekunden-Reversionspendel von Adolf Repsold aus dem Jahre 1869, GeoForschungsZentrum, Potsdam

Die erste große Aufgabe bestand in der Fertigstellung der 1818 von Johann Georg Repsold begonnenen Kreisteilungsmaschine zur präzisen Herstellung von Strichmarken auf den Einstellungskreisen der optischen Geräte. Die Firma A. & G. Repsold entwickelte sich nun zu einer der angesehensten optischen Firmen der damaligen Zeit.
| Jahr | Gerät                                       | Brennweite | Abnehmer                                             |
| ---- | ------------------------------------------- | ---------- | ---------------------------------------------------- |
| 1830 | tragbares Durchgangsinstrument              |            | Sternwarte Königsberg                                |
| 1830 | Längen-Meßapparat                           |            | Sternwarte Göttingen                                 |
| 1830 | Durchgangsinstrument                        | 9 Fuß      | Sternwarte Edinburgh                                 |
| 1830 | Leuchtturm-Anlage                           |            | Wangerooge                                           |
| 1835 | Kreisteilmaschine                           |            | eigene Nutzung                                       |
| 1835 | tragbarer Meridiankreis                     |            | russische Breitengradmessung                         |
| 1836 | Meridiankreis                               | 5 Fuß      | Hamburger Sternwarte                                 |
| 1838 | Meridiankreis                               | 7 Fuß      | Sternwarte Pulkowo                                   |
| 1841 | Äquatorial                                  | 5 Fuß      | Sternwarte Christiania                               |
| 1841 | Meridiankreis                               | 5 Fuß      | Sternwarte Königsberg                                |
| 1844 | Universalinstrument                         |            | Sternwarte Berlin                                    |
| 1844 | Universalinstrument                         |            | Sternwarte Lund                                      |
| 1844 | Universalinstrument                         | 21 Fuß     | Sternwarte Altona                                    |
| 1845 | Meridiankreis                               |            | Sternwarte Moskau                                    |
| 1845 | Meridiankreis                               |            | Sternwarte Göttingen                                 |
| 1848 | Heliometer                                  |            | Oxford                                               |
| 1854 | Meridiankreis                               | 6 1⁄2 Fuß  | Sternwarte Madrid                                    |
| 1858 | Äquatorial                                  | 6 Fuß      | Sternwarte Altona                                    |
| 1860 | Äquatorial                                  | 8 Fuß      | Sternwarte Lissabon                                  |
| 1860 | Äquatorial                                  | 6 Fuß      | Sternwarte Gotha                                     |
| 1862 | Meridiankreis                               |            | Sternwarte Lissabon                                  |
| 1862 | Meridiankreis                               |            | Sternwarte Tiflis                                    |
| 1863 | Durchgangsinstrument                        |            | Sternwarte Tiflis                                    |
| 1864 | Pendelapparat mit Sekunden-Reversionspendel |            | Schweizerische Geodätische Kommission                |
| 1865 | Äquatorial                                  | 21 Fuß     | Sternwarte Lissabon                                  |
| 1867 | Längenteilmaschine                          |            | Schwerin                                             |
| 1867 | Basis-Meßapparat                            |            | Java                                                 |
| 1867 | magnet. Theodolit                           |            | Sternwarte Tiflis                                    |
| 1867 | Äquatorial                                  | 9 1⁄2 Fuß  | Hamburger Sternwarte                                 |
| 1868 | Meridiankreis                               |            | Sternwarte Córdoba                                   |
| 1868 | Meridiankreis                               |            |                                                      |
| 1868 | Meridiankreis                               |            | Chicago                                              |
| 1869 | Pendelapparat mit Sekunden-Reversionspendel |            | Königlich Preußisches Geodätisches Institut, Potsdam |
| 1870 | Meridiankreis                               |            | Sternwarte Capodimonte, Neapel                       |